# Parineeta (1953)
Parineeta ist ein kommerziell erfolgreicher Hindi-Film von Bimal Roy aus dem Jahr 1953. Er basiert auf dem Roman Parinita (1914) von Sharat Chandra Chattopadhyay.

## Handlung
Kolkata: Gurucharan nimmt bei seinem Nachbarn Navin Rai eine Hypothek auf, um die Hochzeit seiner ältesten Tochter finanzieren zu können. Nun verlangt Navin nach einiger Zeit sein Geld zurück, damit das Haus in seinen Besitz kommt. Navin ist so überzeugt das Geld zu bekommen, dass er bereits Pläne für die Bereinigung der Grundstücke machen lässt. Nur sein Sohn Shekhar betrachtet diese Entwicklung mit Skepsis, da er auch seit vielen Jahren mit Gurucharans Nichte Lalita eng befreundet ist.
Eines Tages kommt der reiche Girin aus London zu Besuch und verliebt sich augenblicklich in die schöne Lalita. Unter diesen Umständen merkt Shekhar, dass er mehr für Lalita empfindet und die beiden lassen sich auf eine heimliche Hochzeit ein.
Girin übernimmt sogar Gurucharans Schulden, was Navin sehr wütend macht. Er unterstellt Gurucharan seine Nichte Lalita an Girin verkauft zu haben. Damit nicht noch weitere Gerüchte verbreitet werden, verkündet Gurucharan die Heirat zwischen Girin und Lalita.
Von all den Hochzeitsplänen hält sich Lalita im Hintergrund und schweigt. Dieses Schweigen lässt Shekhar im Glauben, sie stimme der Heirat zu. Aus Trotz lässt sich Shekhar ebenfalls auf eine Hochzeit ein.
Als sich langsam der Hochzeitstermin nähert, gesteht Lalita ihrem zukünftigen Ehemann, dass sie ihn nicht heiraten kann, weil sie bereits verheiratet ist. Girin zeigt sich verständnisvoll und vereint Lalita mit ihrem Shekhar.

## Musik
| Lied                                  | Sänger                     |
| ------------------------------------- | -------------------------- |
| Aye Bandhi Tum Begum Bani             | Asha Bhosle, Kishore Kumar |
| Chali Raadhe Raniankhiyon Mein Paani  | Manna Dey                  |
| Gore Gore Haathon Mein Mehndi         | Asha Bhosle                |
| Chand Hai Wohi Sitaare Hai Wohi Gagan | Geeta Dutt                 |
| Kaun Meri Preet Ke Pehle Jo Tum       | Asha Bhosle                |

Die Liedtexte zur Musik von Arun Kumar Mukherjee schrieb Bharat Vyas.

## Auszeichnungen
Filmfare Award 1955
- Filmfare Award/Beste Regie an Bimal Roy
- Filmfare Award/Beste Hauptdarstellerin an Meena Kumari

## Kritiken
Der Film gestaltet einige Eindrücke der damaligen Zeit mittels Kostümen, Architektur und Beleuchtung Kolkatas der Jahrhundertwende, wie sie später mit Rays Charulata assoziiert werden.